# Gospić
Gospić [ˈɡɔːspitɕ] (deutsch Gospitsch, italienisch veraltet Gospici oder auch Gospich, ungarisch Goszpics) ist eine Stadt in Kroatien. Sie ist die Hauptstadt der Gespanschaft Lika-Senj (Ličko-Senjska županija) und Sitz der katholischen Diözese Gospić-Senj. Die Stadt bildet das Kultur- und Bildungszentrum in der dünn besiedelten Region.

## Geographie
Gospić liegt am Ufer des Flusses Ličina in der Karstlandschaft vom nördlichen Dalmatien. Die Stadt befindet sich an der Autobahn A1, die Zagreb mit der dalmatinischen Küste verbindet. Östlich des Stadtzentrums befindet sich an der Lika-Bahnstrecke der Bahnhof Gospić, von dem aus mehrmals täglich Direktverbindungen nach Zagreb Hauptbahnhof und Split bestehen. Zudem ist die Stadt über den Sportflugplatz in Otočac nordwestlich des Stadtgebiets sowie über den internationalen Flughafen Zadar zu erreichen.

### Stadtteile
Zu Gospić gehören 50 Siedlungen, diese sind: Aleksinica, Barlete, Bilaj, Brezik, Brušane, Budak, Bužim, Debelo Brdo I, Debelo Brdo II, Divoselo, Donje Pazarište, Drenovac Radučki, Gospić, Kalinovača, Kaniža Gospićka, Klanac, Kruščica, Kruškovac, Kukljić, Lički Čitluk, Lički Novi, Lički Osik, Lički Ribnik, Lipe, Mala Plana, Gospić, Mogorić, Mušaluk, Novoselo Bilajsko, Novoselo Trnovačko, Ornice, Ostrvica, Oteš, Pavlovac Vrebački, Počitelj, Podastrana, Podoštra, Popovača Pazariška, Rastoka, Rizvanuša, Smiljan, Smiljansko Polje, Široka Kula, Trnovac, Vaganac, Velika Plana, Veliki Žitnik, Vranovine, Vrebac, Zavođe und Žabica.

### Klima
In Gospić herrscht ein Gebirgsklima. Gospić hat 1365 mm Niederschlag im Jahresdurchschnitt. Der Juli ist mit 18,5 °C der wärmste und trockenste Monat des Jahres. Der Januar ist mit −0,9 °C der kälteste Monat des Jahres. Die durchschnittliche Jahrestemperatur beträgt in Gospić 8,7 °C. Das Klima in Gospić wird nach der Köppen und Geiger Klimaklassifikation als Dfb eingestuft.
|                       | Jan  | Feb  | Mär  | Apr  | Mai  | Jun  | Jul  | Aug  | Sep  | Okt  | Nov  | Dez  |   |      |
| Mittl. Tagesmax. (°C) | 3,3  | 5,4  | 9,7  | 13,5 | 19,0 | 22,5 | 25,2 | 25,4 | 20,8 | 15,3 | 8,5  | 3,9  | ⌀ | 14,4 |
| Mittl. Tagesmin. (°C) | −5,0 | −4,2 | −1,1 | 2,5  | 6,5  | 9,4  | 10,9 | 10,5 | 7,5  | 4,1  | −0,4 | −3,7 | ⌀ | 3,1  |
|                       |      |      |      |      |      |      |      |      |      |      |      |      |   |      |
| Niederschlag (mm)     | 102  | 99   | 95   | 109  | 108  | 95   | 60   | 83   | 140  | 157  | 175  | 142  | Σ | 1365 |
|                       |      |      |      |      |      |      |      |      |      |      |      |      |   |      |
| Sonnenstunden (h/d)   | 2,2  | 3,6  | 4,7  | 5,5  | 7,3  | 8,3  | 9,8  | 8,8  | 6,4  | 4,2  | 2,3  | 1,8  | ⌀ | 5,4  |

| −5,0 |

| −4,2 |

| −1,1 |

| 2,5 |

| 6,5 |

| 9,4 |

| 10,9 |

| 10,5 |

| 7,5 |

| 4,1 |

| −0,4 |

| −3,7 |

| −5,0 |

| −4,2 |

| −1,1 |

| 2,5 |

| 6,5 |

| 9,4 |

| 10,9 |

| 10,5 |

| 7,5 |

| 4,1 |

| −0,4 |

| −3,7 |

## Bevölkerung
Mit 11.502 Einwohnern (Stand Volkszählung 2021) ist Gospić die größte Stadt der Region Lika. Die Mehrheit der Bevölkerung stellen mit 94,37 % die Kroaten.

## Geschichte
Gospić wurde erstmals 1263 unter dem Namen Kaseg bzw. Kasezi erwähnt. Der Name Gospić wurde ab 1604 benutzt. Der Name stammt wahrscheinlich vom kroatischen Gospa (deutsch „Madonna, Mutter Gottes“) ab.
Die Stadt war zur Zeit des Königreichs Ungarn Sitz des Komitats Lika-Krbava, lag von 1583 bis 1882 im Bereich der kroatischen Militärgrenze, gehörte zum Königreich Kroatien und Slawonien und von 1867 bis zum Ende des Ersten Weltkriegs 1918 zum ungarischen Teil der Monarchie Österreich-Ungarn.
Am 9. Mai 1937 wurden sieben kroatische Jugendliche aus der Stadt, die in Senj an einer Feier der Kroatischen Bauernpartei für den 1928 im jugoslawischen Parlament ermordeten kroatischen Bauernführer Stjepan Radić teilnehmen wollten, von königlich-jugoslawischen Gendarmen getötet. Für diese Opfer von Senj werden alljährlich in Senj und Gospić offizielle Gedenkveranstaltungen abgehalten. Zudem erhielt zur Erinnerung in Gospić eine Straße den Namen Ulica Senjskih žrtava (Straße der Opfer von Senj).
1941 richteten die Ustascha im städtischen Gefängnis das KZ Gospić ein. Das quadratische Gebäude mit einer Seitenlänge von 130 Metern war 1878 als Gefängnis für lebenslänglich Verurteilte errichtet worden. Etwa 20 Kilometer westlich entstand das KZ Jadovno. Die Insassen waren vor allem Serben und Juden, aber auch einige Kroaten. Die genauen Todeszahlen sind nicht mehr zu ermitteln. Die geschätzten Zahlen gehen von 24.000 bis 42.000 aus.
Während des Kroatienkriegs (1991–1995) lag die Stadt an der Frontlinie zur Republik Serbische Krajina, die serbische Kräfte einseitig ausgerufen hatten. Angriffe der Jugoslawischen Volksarmee und serbischer Paramilitärs beschädigten große Teile der Stadt. Zwischen dem 16. und 18. Oktober 1991 ermordeten kroatische Armeeangehörige im Massaker von Gospić zwischen 24 und 100 Menschen, ein Großteil von ihnen ethnische Serben, die in Gospić lebten.

## Einrichtungen und Sehenswürdigkeiten

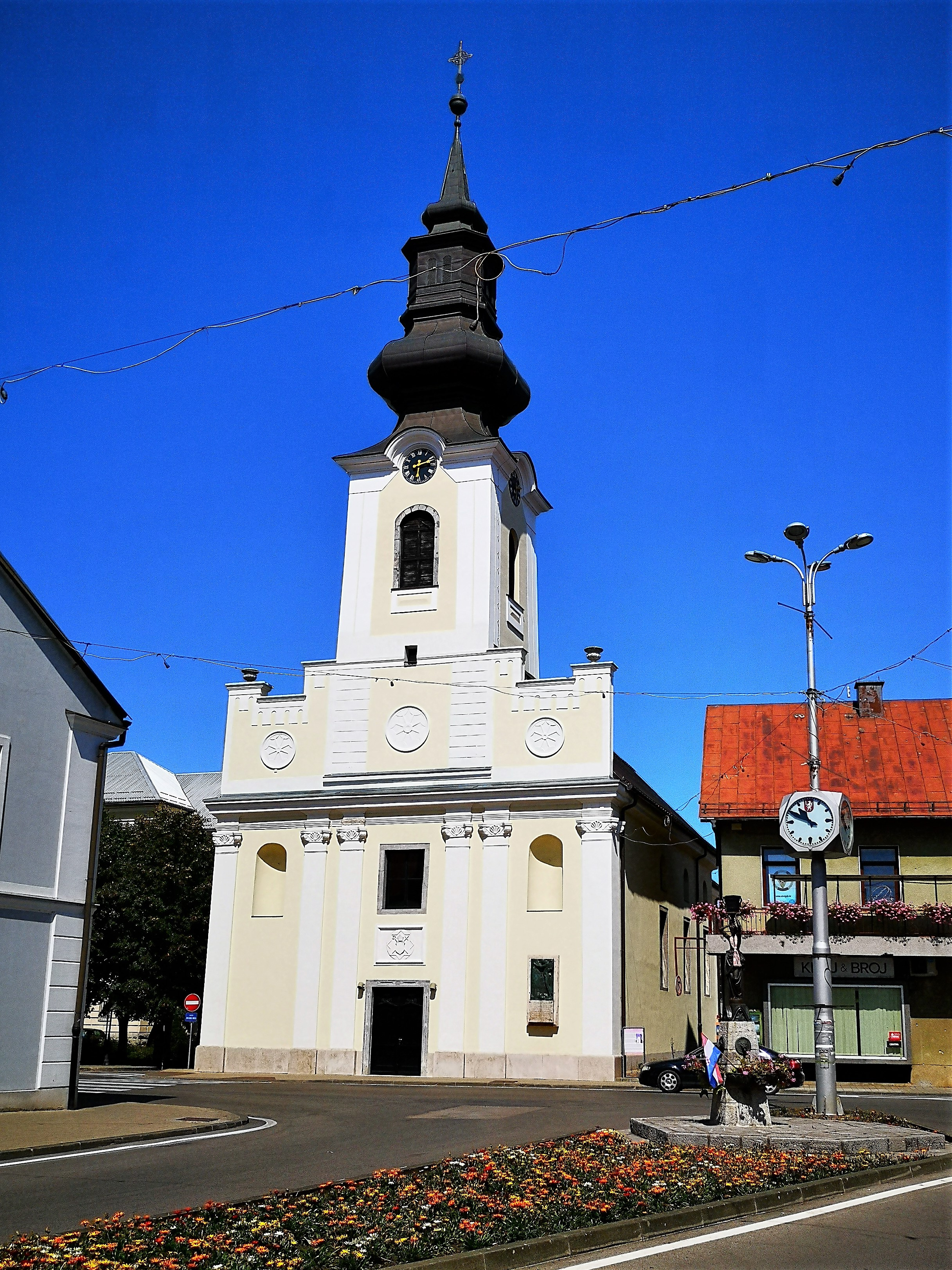
Kathedrale Navještenja Blažene Djevice Marije

In Gospić befindet sich auch ein kleines Krankenhaus.
Die Zerstörungen im Kroatienkrieg haben ihre Spuren hinterlassen. Ins Auge fällt die Kirche Navještenja B. D. Marije und die Kapelle Sv. Ivana Nepomuk sowie einige repräsentative Gebäude. Im fünf Kilometer vom Stadtzentrum entfernten Smiljan wurde der Erfinder Nikola Tesla, dem hier ein Museum gewidmet ist, geboren. Geburtshaus, Scheune und Kirche von Teslas Vater, der hiesiger orthodoxer Priester war, sind Nachbauten. Die Originale sind im Kroatienkrieg niedergebrannt.
Der Tourismus um Gospić konzentriert sich vornehmlich auf den alpinen Tourismus (Bergwanderungen, Skifahren im Velebit-Gebirge, Jagdtourismus und Urlaub auf dem Lande). Die Adriaküste ist mit Karlobag etwa 40 Kilometer entfernt. Kleine Hotels, Pensionen und ein Campingplatz finden sich in der Stadtmitte von Gospić sowie im benachbarten Brušane.

## Persönlichkeiten
Gospić ist der Geburtsort von:

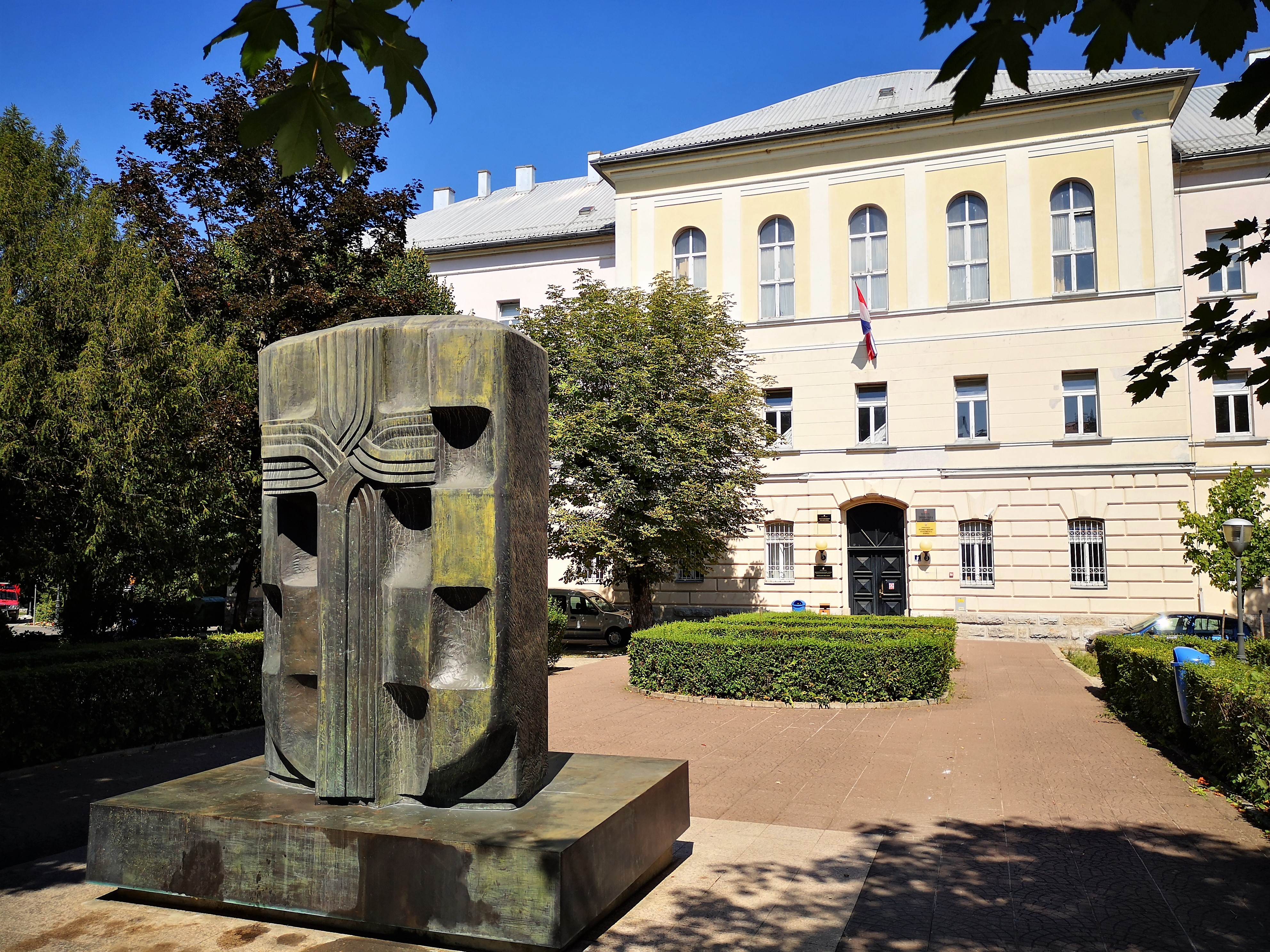
Denkmal für die Verteidiger der Stadt während des Kroatienkrieges (1991–95)

- Joseph Philippovich von Philippsberg (1818–1889), Offizier
- Franz Philippovich von Philippsberg (1820–1903), Offizier
- Ante Starčević (1823–1896), Philosoph und nationalistischer Politiker
- Jure Turić (1861–1944), Schriftsteller
- Vale Vouk (1886–1962), Botaniker
- Viktor Pavičić (1898–1943), Befehlshaber des kroatischen Infanterie-Regiments 369 in der Schlacht von Stalingrad
- Nada Dimić (1923–1942), Partisanin, geboren in Divoselo[5]
- Nikica Valentić (1950–2023), Premierminister Kroatiens von 1993 bis 1995
- Darko Kordić (* 1975), Sänger der ehemaligen deutschen Band Die 3. Generation
- Predrag Šuput (* 1977), serbischer Basketballspieler
- Hrvoje Smolčić (* 2000), Fußballspieler
- Marija Došen (* 2008), Fußballspielerin

Weitere Persönlichkeiten:
- Rade Šerbedžija (* 1946), Hollywood-Schauspieler
- Jenna Elfman (* 1971), Hollywood-Schauspielerin
- Josef Majerović, Profiboxer
- Ivana Brkljačić (* 1983), Hammerwerferin

## Galerie

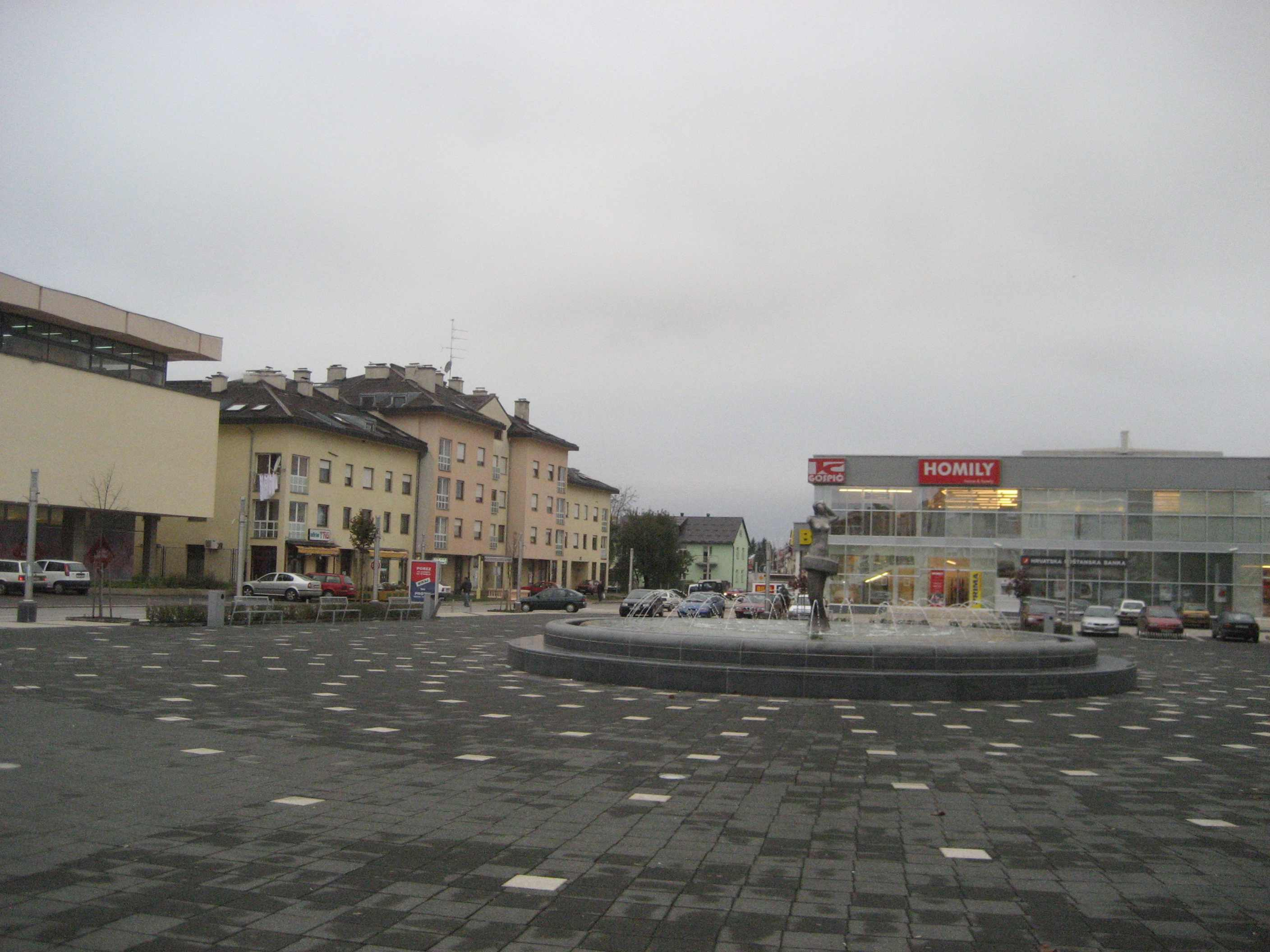
Stjepan-Radić-Platz mit dem Vila-Velebita-Brunnen
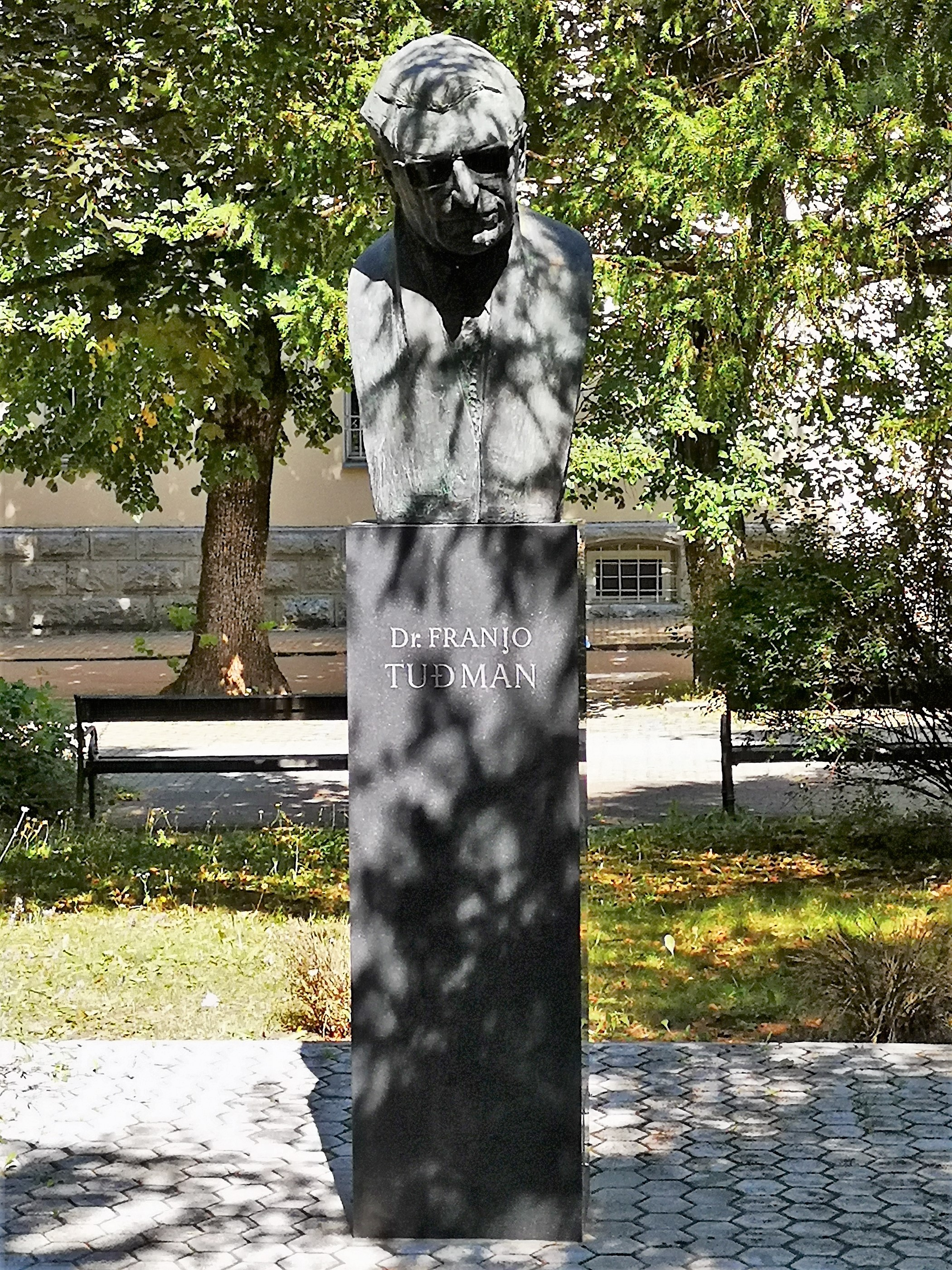
Denkmal für Franjo Tuđman
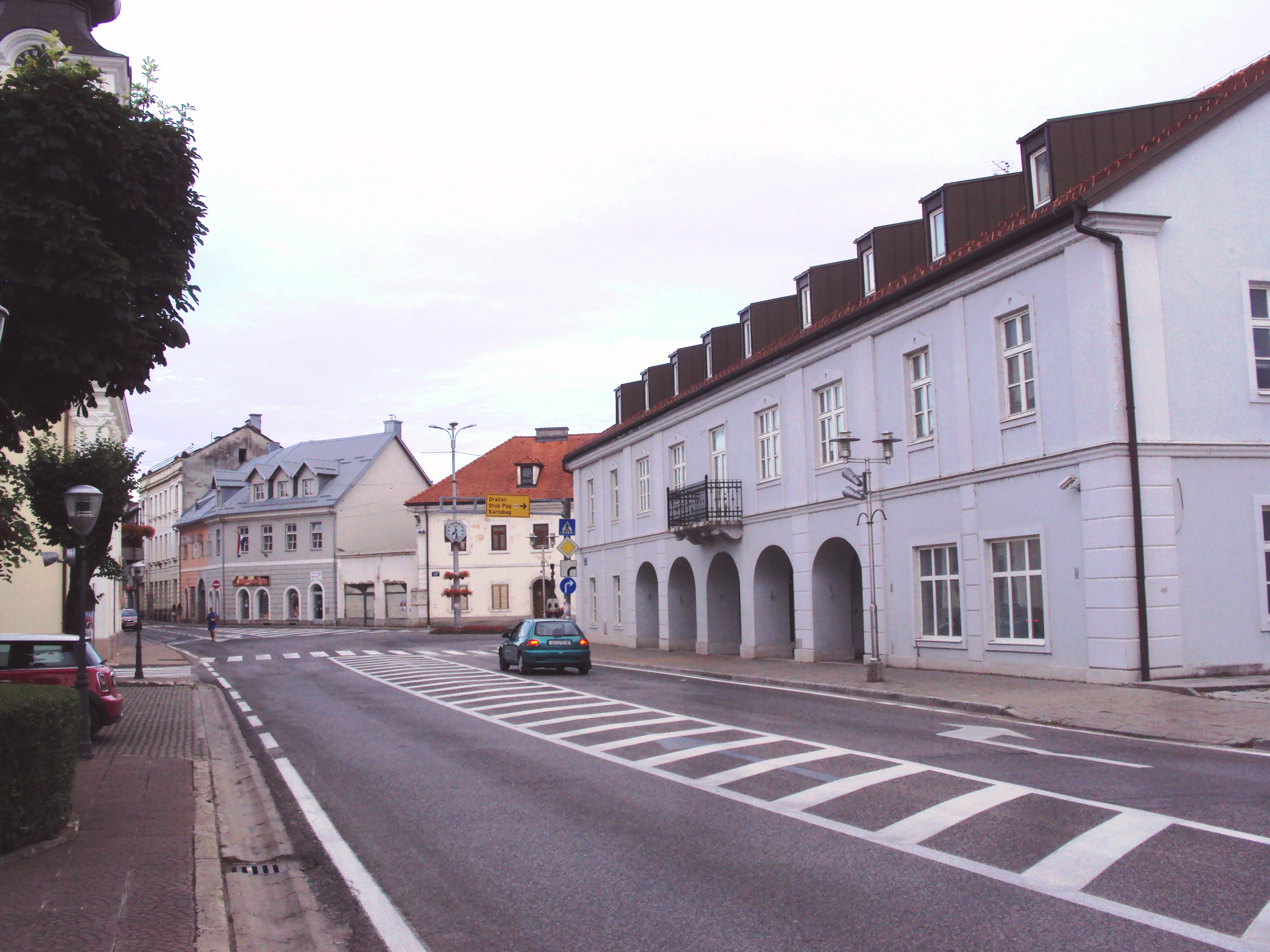
Straße im Zentrum von Gospić
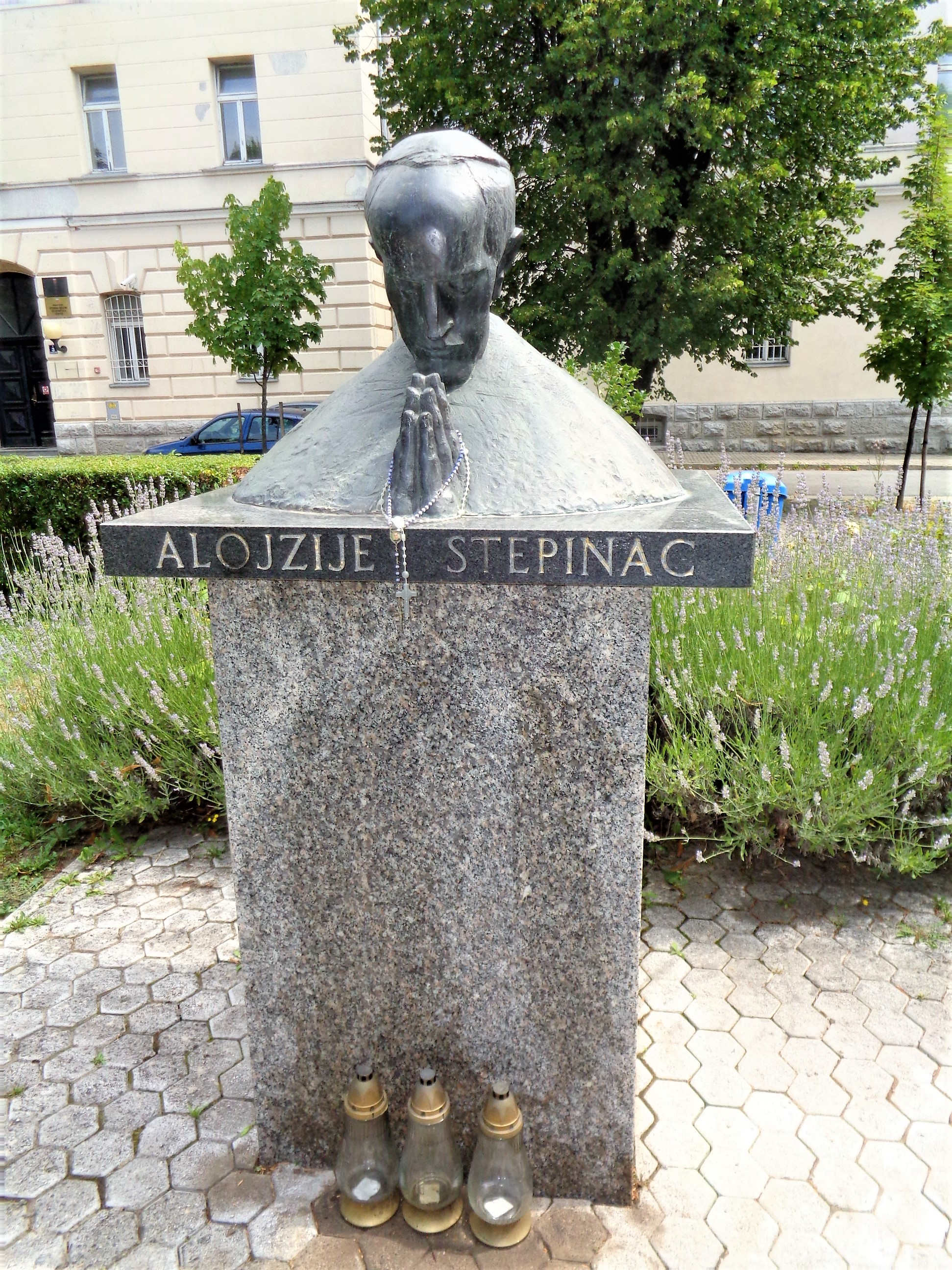
Büste des Kardinals Alojzije Stepinac auf dem gleichnamigen Platz
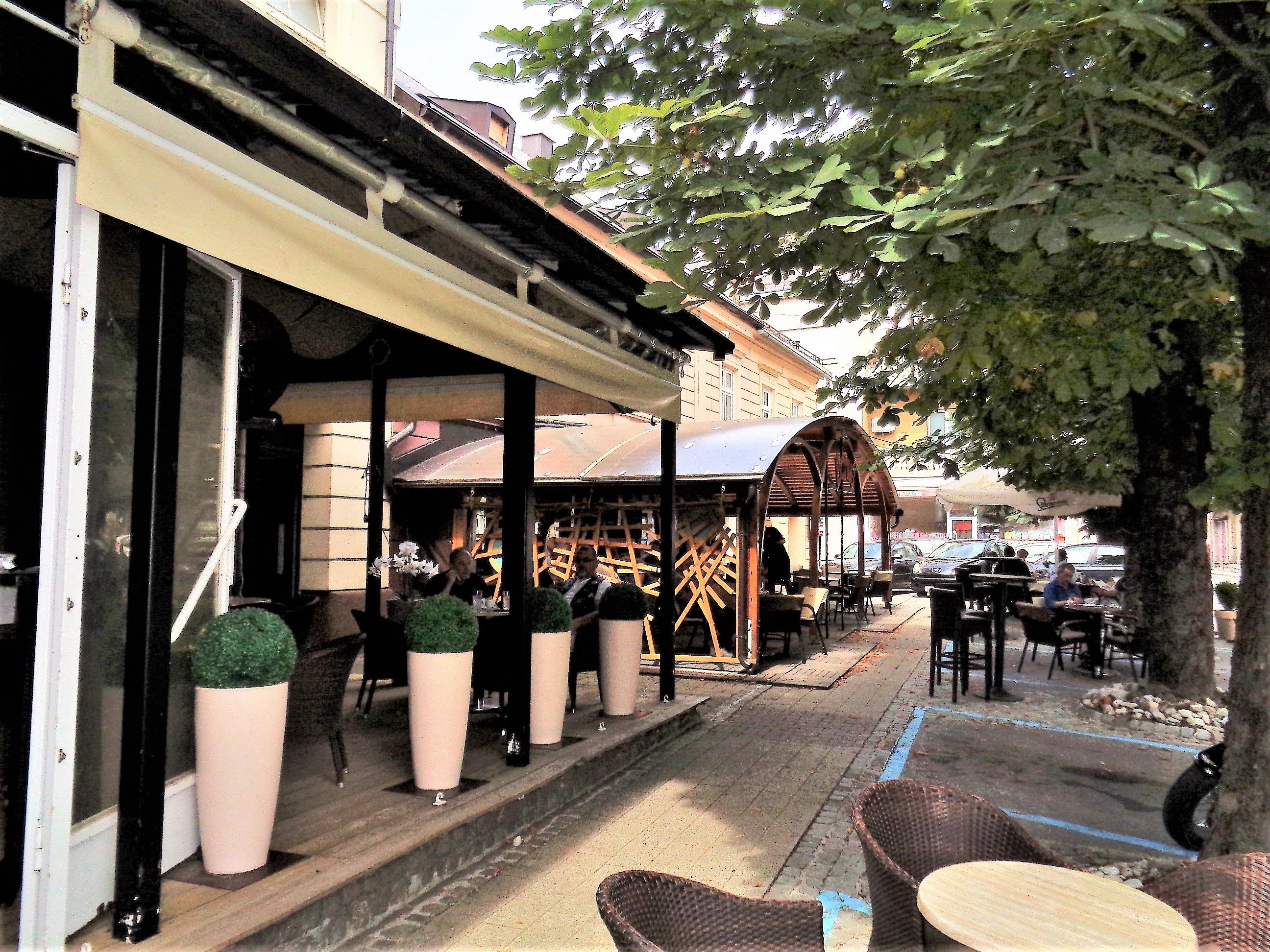
Café im Stadtzentrum

## Belege
1. ↑  Bulajić, Milan (2006). Jasenovac-1945-2005/06: 60/61.-godišnjica herojskog proboja zatočenika 22. aprila 1945: dani sećanja na žrtve genocida nad jermenskim, grčkim, srpskim, jevrejskim i romskim narodima. Pešić i sinovi. ISBN 978-86-7540-069-1.
2. ↑  Radovi (Filozofski Fakultet Zagreb. Humanisticke i Drustvene Znanosti). Zavod. 2007. S. 355. "Procjenjuje se daje u logorskom kompleksu Gospić-Velebit-Pag (Mirko Peršen, Đuro Zatezalo, Ilija Jakovljević) pogubljeno oko 24.000 ljudi."
3. ↑  Israeli, Raphael (19. Februar 2013). The Death Camps of Croatia: Visions and Revisions, 1941-1945. Transaction Publishers. ISBN 978-1-4128-4975-3.
4. ↑  Website des Krankenhauses Gospić
5. ↑  Nada Dimić – war heroine. snv.hr, abgerufen am 8. März 2025 (englisch).